# Alisometra longipinna
Alisometra longipinna (A. H. Clark, 1916) è una specie di crinoidi appartenente all'ordine Comatulida.

## Descrizione
La specie Alisometra longipinna è una delle due specie del genere Alisometra. Fu classificata dallo statunitense A. H. Clark, che la descrisse come "una nuova specie di crinoidi senza gambo proveniente dalle Filippine".

## Distribuzione e habitat
La specie è particolarmente diffusa nelle Filippine, dove è stata scoperta da Clark nel 1916, ma si è diffusa nelle zone del Sabah, uno Stato della Malesia, e in particolare nello Stretto di North Balabac.